# Ma Qing Hua
Dans ce nom chinois, le nom de famille, Ma, précède le nom personnel.
Ma Qing Hua (chinois simplifié : 马青骅 ; chinois traditionnel : 馬青驊), né le 25 décembre 1987 à Shanghai (Chine), est un pilote automobile chinois. Pilote d'essais en Formule 1 avec HRT Formula One Team puis Caterham F1 Team, il part en WTCC et y remporte deux victoires en deux ans.

## Biographie
Ma commence sa carrière en 2005 dans l'équipe Shanghai FRD, engagée en Asian Formula Renault Challenge. Il est invité par l'équipe belge Astromega pour disputer une course du championnat de F3000 italienne 2005, puis continue en A1 Grand Prix où il participe au Grand Prix A1 de Chine 2006 comptant pour la saison 2005-2006 de la discipline. En 2008, il pilote en Formule 3 espagnole pour l'équipe West-Tec avant de passer en 2009 à la Formule 3 britannique, toujours pour West-Tec.
En 2011, il remporte le championnat de Chine des voitures de tourisme au sein de l'écurie Beijing Hyundai et est repéré par l'écurie de Formule 1 HRT dont il devient pilote essayeur le 5 avril 2012,. Le 13 juillet, il prend le volant d'une Formule 1 pour la première fois lors d'essais privés de son équipe à Silverstone et se dit « très fier de représenter la Chine et d'être un pionnier de sa nation dans ce sport ». Lors de la première séance d'essais libres du Grand Prix d'Italie 2012, il remplace Narain Karthikeyan, devenant ainsi le premier Chinois à participer à un Grand Prix. Il déclare : « C'est une étape très importante vers mon rêve de devenir pilote de Formule 1. ». Luis Pérez-Sala, directeur de l'équipe, trouve que le Chinois « a répondu à ses attentes, sans commettre la moindre erreur, et a prouvé qu'il était un pilote rapide, sûr, avec une grande capacité d'adaptation. [...] Il s'agit d'une étape très importante qui demande de grandes responsabilités mais nous considérons qu'il est prêt à les prendre. » Le pilote chinois est alors fortement pressenti pour être titulaire pour la saison 2013, avec l'écurie espagnole ; certains médias ont même déclaré que cela avait été officiel,, chose que HRT a vite fait de démentir,. Finalement, HRT ne trouve pas de repreneurs financiers, et doit cesser toutes ses activités, mettant ainsi Ma Qing Hua, sur la touche.
En mars 2013, Caterham F1 Team annonce qu'il rejoint son équipe de GP2 Series et devient un de ses pilotes de réserve en Formule 1. En avril, Caterham annonce qu'Heikki Kovalainen le remplace au poste de pilote de réserve. Le Chinois perd également son baquet en GP2 au profit de l'autre pilote de réserve de l'équipe, Alexander Rossi.
En 2014, il change d'univers en passant de la monoplace au tourisme, titularisé par Citroën Racing dans le cadre du Championnat du monde des voitures de tourisme où il participe à quatre manches. En Russie, il remporte la Course 2 et devient le premier pilote chinois à remporter une course d'un championnat organisé par la FIA,. Il fait ainsi figure de « porte-étendard » de son pays, dans le sport automobile.
Il est confirmé chez Citroën Racing pour la saison 2015, avec un engagement sur toutes les manches du championnat, aux côtés de José María López, Yvan Muller et Sébastien Loeb. Il remporte une victoire et termine quatrième du championnat.

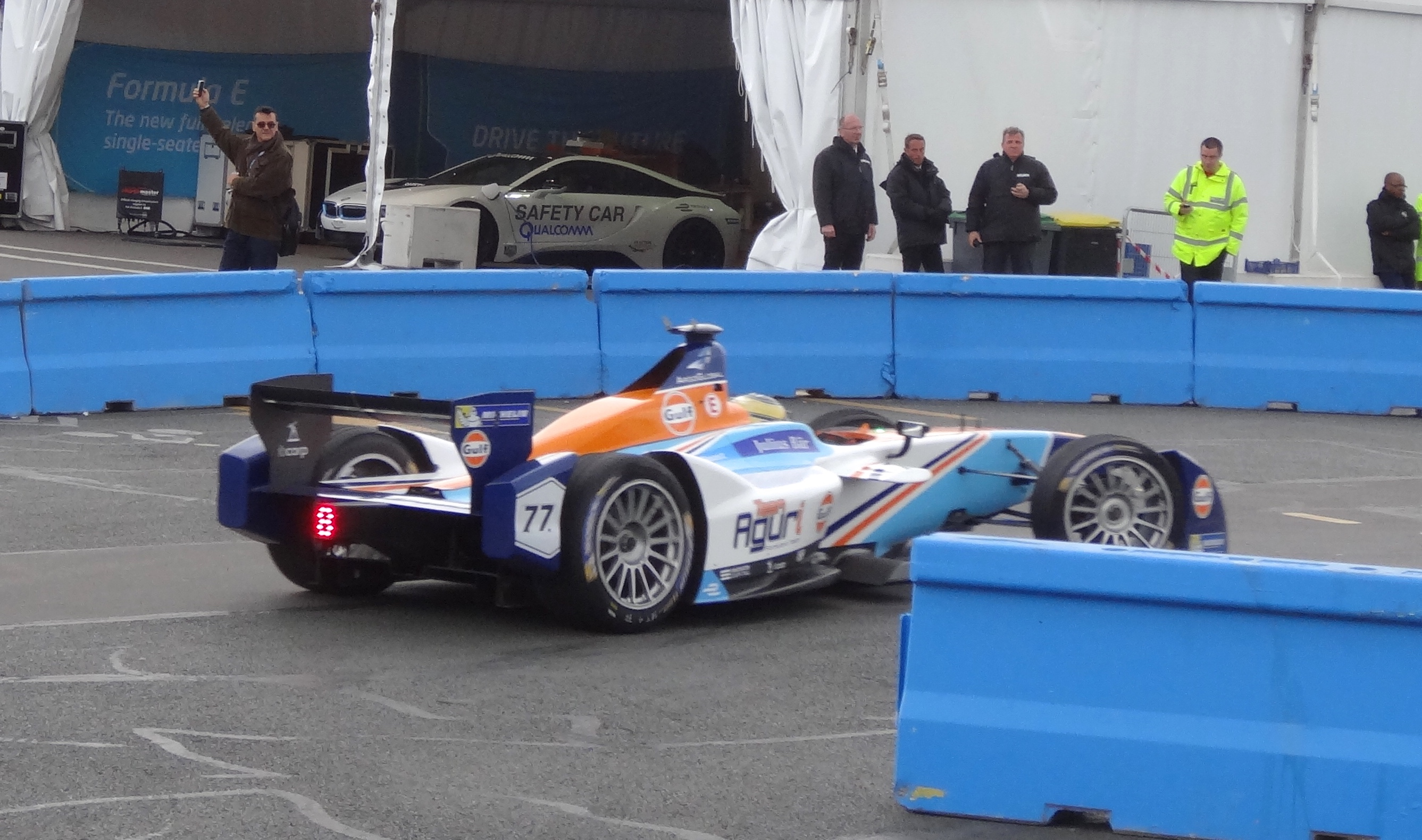
Ma Qing Hua en Formula E à Paris en 2016.

En 2016, parti de Citroën, il rebondit en monoplace, en Formule E, arrivant à la septième course de la saison 2015-2016 pour le Team Aguri, pour l'ePrix de Paris, en remplacement de Salvador Durán. Pour cette première course, il se montre assez agressif et incisif dans ses dépassements. Il doit abandonner à quelques tours de la fin, en fracassant sa monoplace dans un mur de sécurité.
Pour la saison 2016-2017, il court chez Techeetah, puis devient  pilote de réserve avant de récuéprer un volant de course chez NIO en 2017-2018 et 2018-2019, sans aucun résultat probant à ce jour.

## Carrière
| Saison    | Championnat                                                 | Équipe                    | Courses         | Victoires       | Poles           | M/Tours         | Podiums         | Points          | Position        |
| --------- | ----------------------------------------------------------- | ------------------------- | --------------- | --------------- | --------------- | --------------- | --------------- | --------------- | --------------- |
| 2005      | Asian Formula Renault Challenge                             | Shangsai FRD Asian Racing | 5               | 0               | 0               | 0               | 0               | 35              | 16e             |
| 2005      | Championnat d'Italie de Formule 3000                        | Team Astromega            | 1               | 0               | 0               | 0               | 0               | 0               | n.c             |
| 2005–2006 | A1 Grand Prix                                               | A1 Team China             | 2               | 0               | 0               | 0               | 0               | 6               | 22e             |
| 2006      | Formula Renault 2.0 NEC                                     | Team Astromega            | 6               | 0               | 0               | 0               | 0               | 33              | 26e             |
| 2008      | Championnat d'Espagne de Formule 3                          | Team West-Tec             | 11              | 0               | 0               | 0               | 0               | 0               | 18e             |
| 2008      | Championnat d'Espagne de Formule 3 (cat. Copa)              | Team West-Tec             | 11              | 0               | 0               | 0               | 2               | 24              | 7e              |
| 2009      | Championnat de Grande-Bretagne de Formule 3 (cat. National) | Team West-Tec             | 2               | 0               | 0               | 0               | 0               | 10              | 10e             |
| 2010      | Superleague Formula                                         | Team China                | 2               | 0               | 0               | 0               | 0               | 19              | 26e             |
| 2011      | CTCC (cat. 1 600 cm3)                                       | Beijing Hyundai           | 8               | 3               | 4               | ?               | ?               | 116             | 1er             |
| 2012      | Formule 1                                                   | HRT                       | Pilote d'essais | Pilote d'essais | Pilote d'essais | Pilote d'essais | Pilote d'essais | Pilote d'essais | Pilote d'essais |
| 2013      | Formule 1                                                   | Caterham F1 Team          | Pilote d'essais | Pilote d'essais | Pilote d'essais | Pilote d'essais | Pilote d'essais | Pilote d'essais | Pilote d'essais |
| 2013      | GP2 Series                                                  | Caterham Racing (GP2)     | 1               | 0               | 0               | 0               | 0               | 0               | 35e             |
| 2014      | WTCC                                                        | Citroën Racing            | 10              | 1               | 0               | 1               | 2               | 69              | 13e             |
| 2015      | WTCC                                                        | Citroën Racing            | 24              | 1               | 0               | 1               | 7               | 241             | 4e              |
| 2016      | Formule E                                                   | Team Aguri                | 0               | 0               | 0               | 0               | 0               | 0               | e               |